# いそほゆうすけ
いそほ ゆうすけ（本名：山川 輝幸、1954年 - ）は、日本の漫画家。兵庫県生まれ。
1978年藤子スタジオに入社。自作の他、藤子不二雄の派生漫画を手がける。

## 作品
- 『とびだせ！ヤスベエ』読切 - 少年画報社「少年ポピー」 1981年夏掲載
- 『おれのリナちゃん』読切 - 小学館「コロコロコミック」1981年10月号掲載 第2回藤子不二雄賞佳作
- 『ミラクルミラーくん』読切 - 「コロコロコミック」1981年12月号掲載
- 『ピンクルちゃん』読切 - 毎日新聞社「毎日こどもしんぶん」1985年6月1日号掲載 オールカラー
- 『ポッポロ』 - 「毎日こどもしんぶん」1986年1月1日号～1995年3月18日号 全241話・オールカラー

### 藤子・F・不二雄および藤子不二雄Aの派生作品
- 『キテレツ大百科 コロ助ナリ』 1988年8月～1989年3月号 小学館「小学一年生」連載 全8話（藤子・F・不二雄原作『キテレツ大百科』派生作品）
- 幼稚園版『チンプイ』 1989年12月～1991年3月号 小学館「幼稚園」連載 全16話（藤子・F・不二雄原作）
- ぴょんぴょん版『ドラミちゃん』 1990年7月～1991年6月号 小学館「ぴょんぴょん」連載（藤子・F・不二雄原作『ドラえもん』派生作品）
- 幼年版『プリンスデモキン』 1991年8月～1998年3月号 学習研究社「トップラーン」連載（藤子不二雄A原作『怪物くん』派生作品）
- 「かんぽアラカルト」イラスト 1995年 逓信PRセンター発行
- 『忍者ハットリくんのいきいき富山ワンダフル探検！』1991年 富山県発行（藤子不二雄A原作）
- 『ドラえもん ひみつ道具使い方事典』（全3巻）小学館入門百科シリーズ 1990年 たかや健二、さいとうはるお、三谷幸広らとの共著、表紙は西田真基。
- 『ドラえもん地球脱出大作戦』小学館セレクトブックス 1991年 - たかや健二との共著。
- 『ドラえもんのどうぶつえん』小学館のテレビ図鑑シリーズ22 ドラえもんの図鑑絵本
- 『ドラえもんの算数おもしろ攻略 たしざん・ひきざん』 - 大ヒット学習まんがシリーズ。シリーズ全体の書名タイトル左右ののび太としずかはいそほのものが使用されている。
- 『ドラえもん宿題解決シリーズ2 宿題に役立つ60分工作』 1996年
- 『ドラえもん宿題解決シリーズ4 宿題に役立つ1日工作』 1997年
- 『決定版・ドラえもん大辞典』小学館「ビッグコロタン」 2001年6月発行 - ドラミの部屋はぴょんぴょん版「ドラミちゃん」のデザインが使用されている。
- 『ドラえもんの社会科おもしろ攻略 日本の歴史1 旧石器時代～平安時代』 2013年

## 参照
いそほゆうすけインタビュー（Googleキャッシュ）
同（Internet Archive）